# Велетин
Велетин је утврђење које се налази на истоименој узвишици изнад Јањева, код села Шашковца, на територији Косова и Метохије. Тврђава се налази на надморској висини од око 970 метара, на око 4 километара југоисточно од манастира Грачаница. Подручје Велетина је богато рудама метала, што је допринело његовој дугој насељености. Археолошка истраживања показала су да је локалитет био насељен у праисторији, током римског периода и у средњем веку. Утврђење се састојало од три појаса зидова, који су са врха брда пратили његове терасасте падине. Велетин се први пут помиње 1321. године, а на једној географској карти из 1689. означен је као порушена тврђава.

## Географске и геолошке карактеристике терена
Палеовулканска купа Велетин налази се 14 километара југоисточно од Приштине, на западној страни Андровачке планине. Уздиже се изнад средњовековног рударског града Јањева, у чијој близини се налазе и рудници олова и цинка Кишница и Ајвалија. Надморска висина купе износи око 970 метара, али је релативна висина 130 метара, јер се налази на узвишеној основи од око 800 метара. Купа има пречник у основи од око 700 метара и карактерише је блага нагибност падина (25–30 степени), обрасла је ниским растињем и доминира околином, са које се пружа широк поглед на Косовску котлину и околне планине – Шар планину, Проклетије и Копаоник.
Изграђена је од анфибол-пироксенских андезита, у чијем саставу доминирају плагиоклас, анфибол, аугит и аксесорни минерали попут сфена, апатита и циркона. Основна маса је микрокристаласта, са холокристаласто-порфирском структуром. Простор око Велетина захвата око 12 km² андезитских стена. Геолошки профил показује присуство алувијума, неогених седимената, пешчара и шкриљаца, који су често метаморфисани. Посебно се истиче Гвозденик, падина која се спушта према Грачаници, где су очувани трагови средњовековног рударења, пре свега саских рудара. У шкриљцима и андезиту налазе се честа гнезда гвожђевитих руда и остаци старе троскве, што указује на дугу рударску традицију овог подручја.
У близини Велетина налазе се и три језерске терасе између Грачанице и самог вулканског узвишења, од којих је најнижа на 600 метара, састављена од беличасте глине и лапоровитог кречњака са богатим фосилним остацима, а више терасе се састоје од шљунка и песка, без фосила.

## Историја
Тврђава је подигнута у византијском периоду, иако постоје индиције да је на том месту постојало утврђење још у античко доба. Најинтензивнији живот на овом простору забележен је у време византијске управе.
Утврђење Велетин, као и тврђаве Чечан, Звечан и Призрен, представља један од примера континуитета насељености и одбрамбене функције током раног средњег века. У периоду појачаних бугарских упада у IX и X веку, ове тврђаве су биле обновљене и поново коришћене. Управо у Призрену је 1072. године српски великаш Константин Бодин проглашен за бугарског цара, што указује на значај који је овај простор имао у ширем политичком контексту тог доба.
Археолошки налази на Велетину из IX–XI века, укључујући карактеристичну српску грнчарију тог времена, потврђују употребу тврђаве током овог периода. Међутим, у појединим интерпретацијама дошло је до грешака у датирању: остаци из раносредњовековног периода (IX–XI век) понекад су приписивани римском или гвозденом добу, док су предмети из XV века оцењивани као да припадају XIII или XIV веку.
Континуитет производње грнчарије у градским радионицама на Косову и Метохији, као и у другим деловима Србије, могуће је пратити до краја XVII века. После Велике сеобе Срба 1690. године, традиција грнчарства наставља се углавном у сеоским срединама.
Велетин је постојао и у средњем веку, када је представљао центар рударске области, о чему сведоче остаци керамике, опека, напуштених рударских јама и зидова у околини.

## Архитектура
На основу видљивих остатака, може се претпоставити да је тврђава имала Горњи град на врху брда, полукружне основе димензија приближно 24 × 22 метра, као и подграђе које се у концентричним круговима простирало низ падину. Данас су очувани темељи бедема и неколико грађевина, док су на појединим местима зидови сачувани до висине од три метра.
Велетин је био мали утврђени град са стражарским кулама. Због свог географског положаја и добре прегледности терена, највероватније је, поред заштите околних насеља и рудника, служио и за сигнализирање надолазећих напада и контролу важних комуникационих праваца.
Велетин је био мали утврђени град са стражарским кулама. Због свог географског положаја и добре прегледности терена, највероватније је, поред заштите околних насеља и рудника, служио и за сигнализирање надолазећих напада и контролу важних комуникационих праваца.

## Археолошка истраживања
Мања археолошка истраживања изведена су 1987. године. Том приликом откривени су остаци из 4–3. века п. н. е, као и из периода 10–11. века, када је тврђава коришћена у раним фазама експлоатације руда и топљења метала. Велетин је био у функцији током више историјских периода, укључујући праисторију, римско доба, касну антику и средњи век.